# Haptene
Haptene (auch partielles, inkomplettes oder unvollständiges Antigen; von griechisch ἅπτειν haptein: ‚etwas greifen, fassen‘) sind Moleküle oder Ionen, wie z. B. Atrazin, Digoxigenin oder auch Nickel-Ionen, die isoliert keine vollwertigen Antigene darstellen; d. h., dass sie alleine nicht in der Lage sind, eine Immunreaktion hervorzurufen. Dies wird bei diesen Stoffen aber dann möglich, wenn sie an ein körpereigenes Trägerprotein binden (Hapten-Carrier-Prinzip). Nur der Komplex aus Protein und gebundenem Hapten ist dann das vollwertige Antigen: Ein Hapten wird dadurch zum Antigen, dass es sich ein Trägerprotein „greift“.

Binden von Hapten-Molekülen (partielle Antigene) an ein Carrier-Molekül führt zu einem vollwertigen Antigen

Eine Theorie ist, dass das Hapten die Tertiärstruktur des Proteins verändert, damit dessen immunrelevante Epitope rekonfiguriert, und der Körper das so veränderte Protein dadurch nicht mehr als körpereigen, sondern als körperfremd wahrnimmt – eine Immunreaktion wird eingeleitet.
Haptene spielten eine wichtige Rolle bei der Untersuchung von Immunreaktionen des Körpers. Der Immunologe Karl Landsteiner konnte mit ihrer Hilfe nachweisen, dass Antikörper hochselektiv sein können.
Die Gefährlichkeit von Haptenen rührt daher, dass sie durch Bindung an spezifische Zellstrukturen eine Immunreaktion auslösen können, die zur Zerstörung einer bestimmten Zellpopulation führt. Normalerweise erkennt das Immunsystem körpereigene Strukturen, diese werden aber durch die Haptene so verändert, dass sie fremd wirken – auf diese Weise kann unter Umständen eine Autoimmunkrankheit in Gang gesetzt werden.